# Matt Barlow
Matthew 'Matt' Barlow, född 10 mars 1970 i Biloxi, Mississippi, är en amerikansk sångare och polis och tidigare medlem i heavy metalbandet Iced Earth 1992–2003 och 2007–2011. Han är svåger till Jon Schaffer. Numera medverkar han i amerikanska metalbandet Ashes of Ares.

## Historia
När John Greely fick sparken från Iced Earth efter rasistiska uttalanden under en turné tog Barlow hans plats, och hörs först på deras tredje album, Burnt Offerings, där han bland annat sjunger i en sexton minuter lång låt baserad på Dante Alighieris Den gudomliga komedin, närmare bestämt delen Inferno.
Efter attacken på World Trade Center bestämde sig Barlow för att han ville bidra till den verkliga världen, istället för att leva en rockstjärnas illusion. 2002 berättade han det för Jon Schaffer, som är Iced Earths grundare tillika gitarrist, men denne övertalade honom att stanna. Under inspelningen av The Glorious Burden märkte dock Schaffer att Barlow saknade den entusiasm han var känd för, och lät honom gå. Barlow finns på albumet som bakgrundssångare.
Tim Owens, tidigare sångare i Judas Priest tog hans plats.
Barlow bestämde sig för att starta en karriär som polis och arbetar för närvarande i Georgetown, Delaware, och spelar i "First State Force Band", som är polismyndighetens band. Han spelar i skolor och liknande med budskap om att hålla sig till lagen.
I april 2007 blev han sångare i det danska bandet Pyramaze, och släppte en skiva med dem. Anledningen till att han återvände till musiken var att han medan han höll på med musiken kunde han ändå ha kvar sitt jobb som polis. Den 11 december 2007 meddelade Iced Earth att Barlow hade återvänt till dem, och skulle komma att sjunga på deras nästa album, som är uppföljaren till Framing Armageddon.
Det meddelades samtidigt på Pyramazes sajt att Barlow endast skulle släppa det enda albumet med dem för att sedan ägna sig musikaliskt åt Iced Earth. Hans ersättare i Pyramaze blev svenske Urban breed.
Våren 2011 annonserade Barlow att han tänkt sluta i Iced Earth än en gång. Kort därefter gick platsen som sångare till Stu Block (Into Eternity), även om Barlow medverkade på sommarens festivalspelningar. Hans sista spelning med Iced Earth blev på Wacken Open Air den 6 augusti.
I juni 2012 meddelar Barlow via Facebook att han skapat ett nytt band med basisten Freddie Vidales (tidigare Iced Earth) och trummisen Van Williams (Nevermore). Det nya bandet döptes till Ashes of Ares och deras debutplatta kom ut i september 2013 via Nuclear Blast.

## Turné
Den 2 maj 2008 spelade Iced Earth den första konserten sedan Barlows återkomst. Det var på Chicago Powerfest. Sedan dess har de turnerat i Amerika, ibland med långa uppehåll på grund av Barlows arbete som polis, från vilket han ibland tar långa semestrar för att turnera. I februari 2009 inleddes deras månadslånga Europaturné kallad Metal Crusade tillsammans med Saxon, med begynnelse i Paris. Det speciella med turnén är att bägge banden är huvudattraktioner, och att inga förband används - de två banden turas om att öppna spelningen, och de spelar i ungefär en timme och femton minuter.
Den 11 februari nådde de Sverige, och spelade på Tyrol i Stockholm, där det var Iced Earth som spelade först. Spelningen var först bokad på Annexet, men flyttades till Tyrol på grund av dålig biljettförsäljning.
Efter att andra gången slutat i Iced Earth i början av året, medverkade Barlow på alla festivalspelningar som bandet hade, inklusive en spelning på Sweden Rock Festival. Den 6 augusti 2011 gjorde Barlow sin sista spelning med Iced Earth, på Wacken Open Air-festivalen i Tyskland. Vid spelningens slut gav gitarristen Schaffer tillsammans med publiken Barlow ett sista farväl ur bandet.

## Personligt

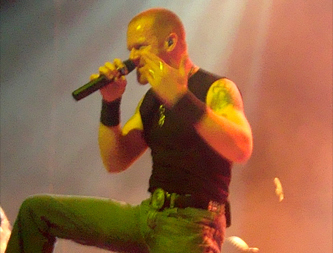
Matt Barlow på Tyrol i Stockholm 2009

Barlow är gift och har två söner. Den yngste föddes i december 2007, ungefär samtidigt som hans återkomst till Iced Earth meddelades.
Barlows favoritband är AC/DC, Iron Maiden, Judas Priest, Metallica "och så vidare". Dessa band har Iced Earth gjort covers på, (förutom Metallica), till albumet Tribute To The Gods. Under sin första period i Iced Earth gjorde han dessutom en cover på Judas Priests "The Ripper", vilken är låten som gav Tim Owens hans smeknamn, Owens kom också att ersätta Barlow i Iced Earth i fyra år.
Den tid Barlow var med i Iced Earth första gången var han känd för sitt långa hår, som helt kapades när han blev polis. Enligt honom själv i en tråd på Pyramazes forum donerade han det till ett barnsjukhus, och var nöjd med resultatet.
I samma forum säger han, angående hans val av munkar (ett välkänt, om än skämtsamt, tilltugg för poliser), att "duger det åt Homer Simpson så duger det åt [honom]".

## Diskografi

### Iced Earth
- Burnt Offerings (1995)
- The Dark Saga (1996)
- Days of Purgatory (1997)
- Something Wicked This Way Comes (1998)
- Alive in Athens (1999) (Live)
- The Melancholy E.P. (2001) (EP)
- Horror Show (2001)
- Dark Genesis (CD-box) (2001)
- Tribute to the Gods (2002)
- Alive in Athens (2006) (DVD)
- The Crucible of Man (2008)

### Pyramaze
- Immortal (2008)

### Ashes of Ares
- Ashes of Ares (2013)